# Крешет
Крешет (фр. Créchets) насеље је и општина у јужној Француској у региону Миди Пирене, у департману Горњи Пиринеји која припада префектури Бањер де Бигор.
По подацима из 2011. године у општини је живело 44 становника, а густина насељености је износила 45,36 становника/km². Општина се простире на површини од 0,97 km². Налази се на средњој надморској висини од 500 метара (максималној 1.041 m, а минималној 487 m).

## Демографија
| 1962. | 1968. | 1975. | 1982. | 1990. | 1999. | 2011. |
| ----- | ----- | ----- | ----- | ----- | ----- | ----- |
| 42    | 47    | 41    | 38    | 30    | 35    | 44    |

График промене броја становника у току последњих година